# Bless the Child
A Bless the Child a Nightwish második kislemeze a Century Child című albumról. 
Átszerkesztett változata egy közvetítés része volt a kínai CCTV-4 csatornán.

## Számok

### Spinefarm változat
1. Bless The Child (edit)
2. Bless The Child (original)
3. Lagoon

### Drakkar változat
1. Bless The Child
2. Lagoon
3. The Wayfarer

### Limitált kiadás
1. Bless The Child
2. The Wayfarer
3. Come Cover Me (live)
4. Dead Boy's Poem (live)
5. Once Upon A Troubadour
6. A Return To The Sea
7. Sleepwalker (heavy version)
8. Nightquest